# Talk That Talk (album)
Talk That Talk is het zesde studioalbum van Rihanna. Het album werd vrijgegeven op 18 november 2011 in Europa en op 21 november 2011 in Amerika. De genres pop, dance-pop en R&B zijn op het album terug te vinden. Talk That Talk is ook beïnvloed door hiphop, electro, trance, electrohouse en dubstep. De standaardeditie van Talk That Talk werd qua tijdsduur ook haar kortste album. De nummer 1-hit We Found Love werd de leadsingle van het album. De single werd vrijgegeven op 22 september 2011. De tweede single werd You Da One en werd vrijgegeven op 11 november. Talk That Talk werd de derde single en werd voor het eerst op de radio gespeeld op 17 januari 2012. De vierde single, Birthday Cake met Chris Brown, werd alleen in de Verenigde Staten uitgegeven. De vijfde single werd echter weer internationaal uitgegeven. Deze single is getiteld Where Have You Been.

## Achtergrond

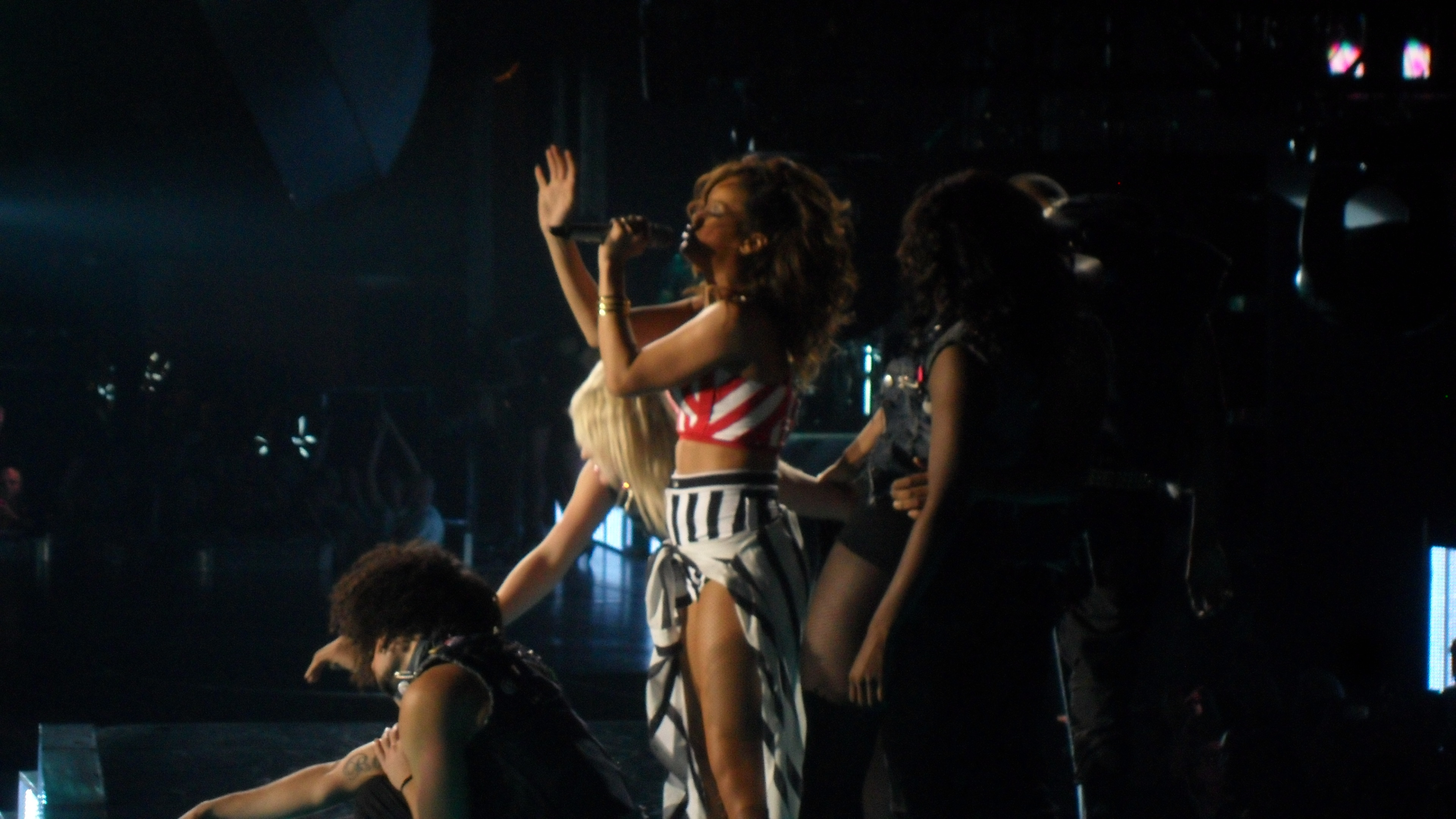
.

### Ontwikkeling
Na de verschijning van Rihanna's vijfde album Loud besloot ze een heruitgave van haar album te maken. Maar in september 2011 liet ze op Twitter weten dat haar fans een gloednieuw album verdienden. In augustus 2011 zeiden de producers van haar single Man Down, The Jugganauts, dat ze werkten aan twee liedjes die op haar album zouden kunnen komen. Volgens Rihanna zou het nieuwe album in de herfst verschijnen.

### Opname
De opnamen voor het album Talk That Talk begonnen in februari 2011 en eindigden in november 2011. Het album werd op verschillende plaatsen over heel de wereld opgenomen, waaronder Los Angeles, Birmingham en New York, en verder ook in Parijs, Kopenhagen, Oslo, Londen, Amsterdam, Hamburg, Frankfurt en Stockholm. Jay-Z, Alexa da Kid, Ester Dean, Calvin Harris, Sean Combs, Dr. Luke, The-Dream en Kuk Harrel leverden bijdragen aan het album. Kuk Harrel zei in een interview dat Rihanna erg druk bezig was met de opnamen van Talk That Talk. Zo werd de muziek opgenomen tijdens haar Loud Tour in hotelkamers waar ze verbleven. Hij zei ook dat Rihanna soms van 6 uur 's avonds tot 6 uur 's ochtends kon muziek opnemen.

## Compositie

### Stijl en genre
Talk That Talk is een mengeling van verschillende stijlen, waaronder hiphop, R&B, electrohouse en electro, dancehall en dubstep. Het genre van dit album komt het meest overeen met haar album in 2009, Rated R.. Het is ook een totaal ander album dan Loud, dat zeer kleurrijk en vrolijk was. Talk That Talk is ook meer "dancehall" dan haar andere eerste twee albums Music of the Sun en A Girl Like Me.

### Muzikale structuur

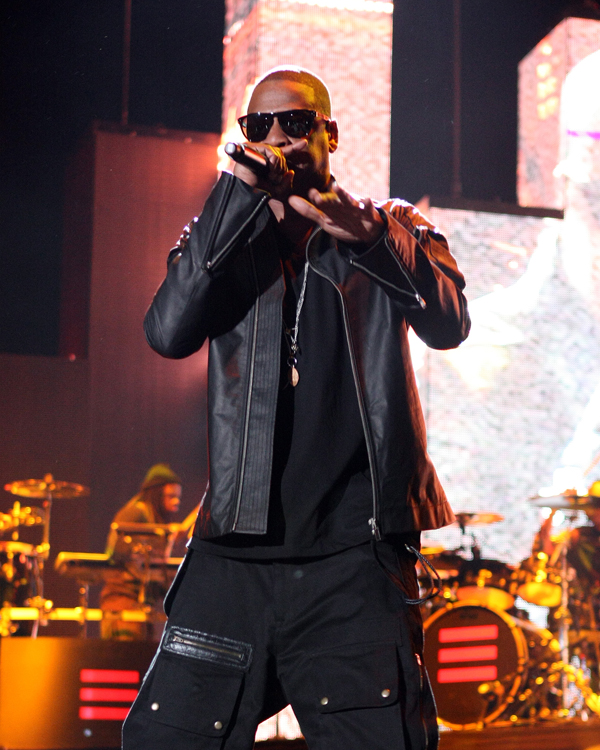
Rapper en ontdekker Jay-Z doet mee op Talk that Talk.

Het eerste lied op het album, "You Da One", werd geproduceerd door Dr. Luke. Het nummer werd een midtempo nummer met een dubstepbreakdown halverwege het liedje. Where Have You Been is het tweede nummer. Het liedje werd geproduceerd door Dr. Luke en Calvin Harris en Ester Dean. Het is een electrohousenummer met elementen van trance. "We Found Love", de leadsingle, werd eveneens geproduceerd door Calvin Harris. De single kan worden gekenschetst als een combinatie van electrohouse en dance-pop. De titeltrack Talk that Talk werd respectievelijk gezongen en gerapt door Rihanna en Jay-Z. Het liedje werd geproduceerd door StarGate. Cockiness (Love It) werd geproduceerd door Bangladesh en is geïnspireerd door hiphop en dancehall. Birthday Cake werd geproduceerd door Da Internz en The Dream en werd een electrobeatnummer. Het werd een kort nummertje van een minuut en achttien seconden. Op Rihanna's verjaardag (20 februari) werd dit liedje opnieuw uitgebracht. Dit was dan de lange versie, waarop Chris Brown te gast was. Da Internz liet een week op voorhand al weten dat het liedje opnieuw zou verschijnen; later bleek ook dat Chris Brown het mee zou inzingen. Het volgende nummer op het album is getiteld "We All Want Love". Dit liedje werd geproduceerd door No I.D. en het werd een akoestisch nummer. Het achtste nummer van het album werd Drunk on Love, dat opnieuw werd geproduceerd door StarGate. Roc Me Out werd ook geproduceerd door dit producersteam. Als tiende nummer volgde "Watch n' Learn", geproduceerd door Hit Boy. Het einde van de standaardeditie werd Farewell. Deze ballad werd geproduceerd door Alexa Da Kid. Red Lipstick werd het eerste liedje van de luxe-editie. Het dubstepnummertje werd geproduceerd door Chase & Status. Do Ya Tang werd een R&B-nummer en is door Rihanna en The Dream geproduceerd. Het laatste nummer werd Fool In Love, dat door gitaren wordt begeleid.

## Singles

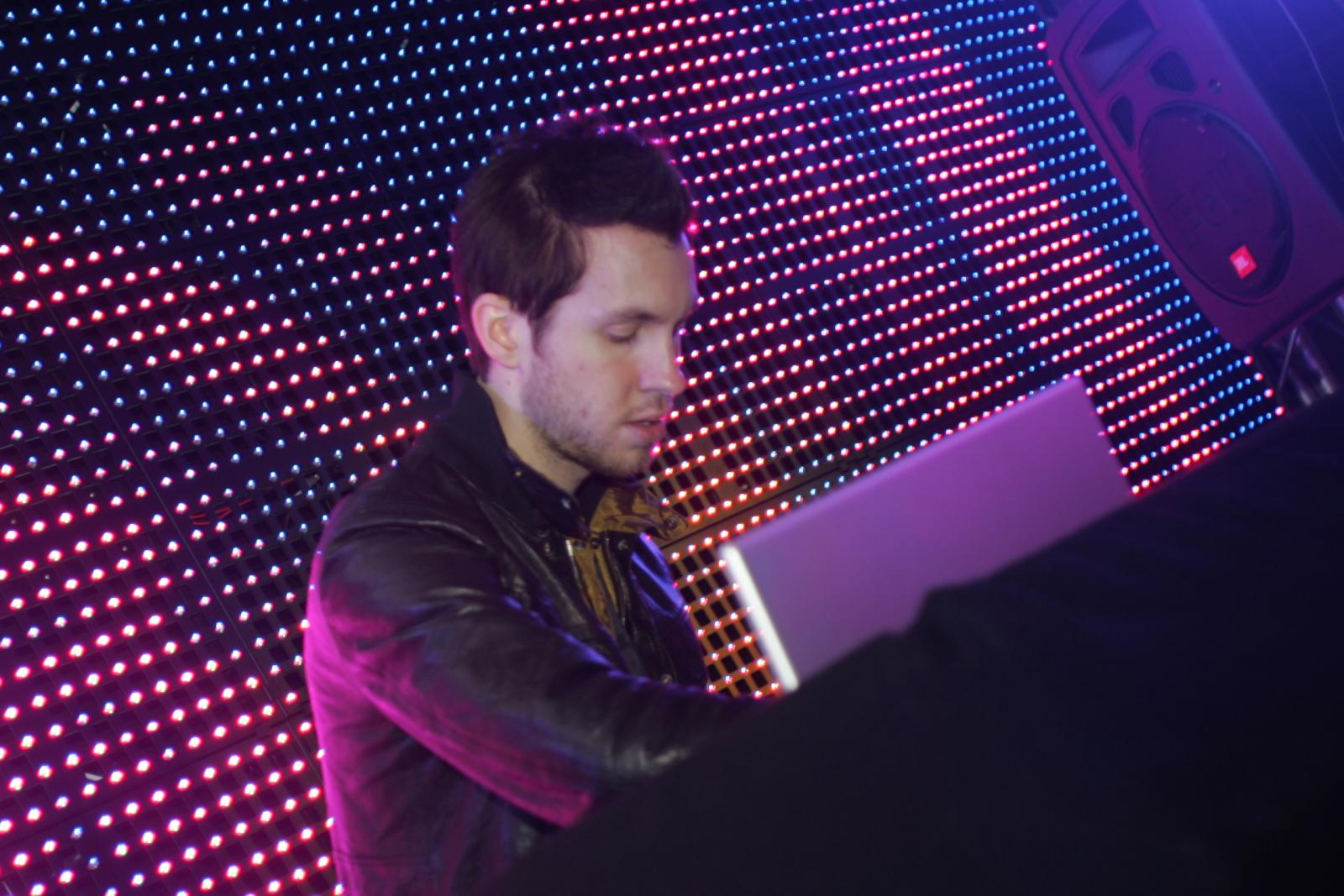
Calvin Harris produceerde twee singles van Talk that Talk

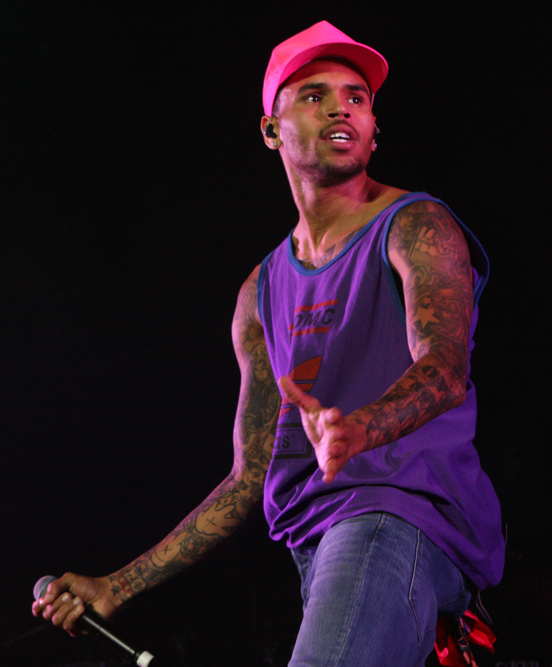
Chris Brown is te horen op de remix van Birthday Cake.

- De eerste single werd We Found Love. De single werd voor het eerst aan de wereld vrijgegeven op 22 september 2011. We Found Love werd vanaf 11 oktober 2011 gespeeld op de Amerikaanse radio's. De videoclip, die uitkwam op 19 oktober 2011, betreft een koppel die verwikkeld raakte in een wereld van drugs en drank. De videoclip kreeg ook bakken kritiek over zich heen maar het werd wel een hit op YouTube. Op 17 mei 2012 werd de videoclip al meer dan 170 miljoen keer bekeken. Ook in de hitlijsten deed de single het zeer goed. In de Vlaamse Ultratop 50 behaalde de single de derde positie als piek en in de Nederland Top 40 stond de single op nummer 3. In de Verenigde Staten werd het een grote nummer 1-hit. Het liedje stond tien weken op de eerste positie. Met deze single stootte ze ook Whitney Houston van de derde plaats met de meeste nummer één-hits. Madonna en Mariah Carey gingen haar nog voor. Ook in het Verenigde Koninkrijk, Frankrijk, Nieuw-Zeeland, Zweden en vele andere landen topte We Found Love de lijsten. De single behaalde een platina status in België.
- You Da One werd gekozen als tweede single van het album. De single werd op op 11 november 2011 de radio voor het eerst gedraaid en was per 13 november digitaal verkrijgbaar. You Da One bevat volgens critici invloeden van reggae. De single was een gemiddeld succes. In de Verenigde Staten stond You Da One op nummer 14 als piek. In Vlaanderen bereikte de single de 39ste plek. In Nederland stond de single op 28. In de meeste landen haalde de single de top twintig. De videoclip werd geleid door Melina Matsoukas, die ook de videoclip van We Found Love regisseerde. De videoclip werd vrijgegeven op 23 december 2011.
- Talk That Talk werd gekozen als derde single. De song bevat een rapgedeelte met Jay-Z. De single werd vrijgegeven in maart in Europa. In de Verenigde Staten werd de single al eerder gespeeld op de radio's. De single miste de Ultratop in Vlaanderen maar haalde de 29ste positie in Nederland. In de Amerikaanse Billboard Hot 100 stond de single op nummer 31. Er werd geen videoclip voor Talk that Talk gelanceerd.
- Birthday Cake werd de vierde single in de Verenigde Staten. In Europa werd de single niet uitgegeven. Oorspronkelijk was Birthday Cake een intro van het album maar op 20 februari 2012 werd de lange versie van de single vrijgegeven. Chris Brown in erop te horen. Dit zorgde ook voor veel kritiek omdat Chris Brown in het verleden Rihanna heeft mishandeld. Ook van deze single werd ook geen videoclip vrijgegeven. Birthday Cake stond op nummer 24 in de Hot 100.
- De vijfde internationale single werd Where Have You Been. De videoclip ging op 30 april 2012 in première. Deze single werd een succes wereldwijd. Het nummer behaalde de top tien in vele landen. In Vlaanderen piekte deze single op nummer 9 en in Wallonië op nummer 6. In Nederland behaalde het nummer de top tien niet. Ze belandde op nummer 12. In Amerika werd de single een groter succes want de single piekte op nummer 5. In België kreeg de single een gouden status toegewezen. Rihanna had na "Where Have You Been" 22 top tien singles op haar naam staan tijdens 7 jaar (in de Verenigde Staten). Ze stak hiermee Lil Wayne voorbij.
- De zesde single werd een remix van Cockiness (Love It). Rihanna werd tijdens de remix vergezeld door A$ap Rocky. De single werd alleen in de Verenigde Staten uitgegeven.

## Promotie

### Liveoptredens
Ter promotie voor haar leadsingle We Found Love bracht Rihanna voor de eerste keer de nummer 1-hit tijdens haar Loud Tour. Op 17 november bracht Rihanna We Found Love tijdens X-Factor in Noord-Amerika. Daar droeg ze een gescheurde jeans met een jas en topje. Rihanna voerde op 21 november 2011 promotie voor We Found Love en haar album Talk that Talk. Toen droog ze een geruit jurkje. Tijdens de Grammy Awards op 12 februari bracht Rihanna samen met Coldplay van Chris Martin "Princess of China" en We Found Love. Ze droeg een zwart pakje (ter ere aan Whitney Houston die de dag ervoor stierf). Ook tijdens The BRIT Awards bracht Rihanna nogmaals de nummer 1-hit We Found Love. Rihanna en haar dansers waren helemaal in het wit gekleed. Later kwam aan de act ook nog verf aan te pas en ballonnen. Op 3 maart bracht Rihanna voor de eerste keer haar derde single Talk that Talk tijdens The Jonathan Ross Show. Ze droeg een T-shirt, rokje en petje met "BOY" opgeschreven.Verder ging Rihanna ook op bezoek in Japan waar ze in een programma We Found Love zong. Ook tijdens het TIME Gala in New York (Rihanna werd vermeld als een van de meest invloedrijke personen ter wereld in 2012) zong Rihanna We Found Love en Redemption Song Op 15 april 2012 kroop Rihanna nog eens op het podium tijdens het Coachella Festival. Ze zong daar We Found Love met Calvin Harris achter zich. Op 5 mei was zij te gast bij The Saturday Night Life. Daar bracht ze een mix van twee singles: Talk that Talk en "Birhtday Cake". Ze zong deze nummers in zwarte kledij en met een gigantisch web achter haar. Rihanna bracht ook Where Have You Been. Dit nummer werd in een Arabische sfeer gezongen. Zo droegen de dansers een pofbroek en een sluier. Later in de maand mei bracht Rihanna ook nog eens haar single Where Have You Been op Robin Hood Benefit. Ze was gekleed als een soort Egyptische Cleopatra.

### Promotiefoto's
Op 15 november lekte een eerste beeld van Rihanna's album Talk That Talk. De foto's waren meestal in zwart wit. Op de foto's zag je Rihanna op de straten van New York. Ook zat ze soms in een badkuip of op een houten trap. Op de foto's was ze te zien in een salopet met daaronder een bh. Op een andere foto droeg ze een hemd in camouflageprint of in een gestreept, rood/zwart pakje. Ze liet haar fans nog voor de verschijning van haar album smullen van haar promotiefoto's die ze uit de doeken deed.

### Promotietournee
Rihanna trad in de zomer van 2012 op op verschillende festivals, om haar album Talk That Talk te promoten. De tournee begon in mei 2012, en duurde tot oktober 2012.

## Tracklist
De tracklist van Talk That Talk werd op 5 november 2011 op internet gepubliceerd via Rihanna's Facebookpagina.

| Nr. | Titel                             | Duur |
| --- | --------------------------------- | ---- |
| 1.  | You Da One                        | 3:20 |
| 2.  | Where Have You Been               | 4:02 |
| 3.  | We Found Love (met Calvin Harris) | 3:35 |
| 4.  | Talk That Talk (met Jay-Z)        | 3:29 |
| 5.  | Cockiness (Love It)               | 2:58 |
| 6.  | Birthday Cake                     | 1:18 |
| 7.  | We All Want Love                  | 3:57 |
| 8.  | Drunk on Love                     | 3:32 |
| 9.  | Roc Me Out                        | 3:29 |
| 10. | Watch n' Learn                    | 3:31 |
| 11. | Farewell                          | 4:16 |

| Nr. | Titel        | Duur |
| --- | ------------ | ---- |
| 12. | Red Lipstick | 3:37 |
| 13. | Do Ya Thang  | 3:43 |
| 14. | Fool in Love | 4:15 |

## Singles
| Single met eventuele hitnotering(en) in de Nederlandse Top 40 | Datum van verschijnen | Datum van binnenkomst | Hoogste positie | Aantal weken | Opmerkingen                                                  |
| ------------------------------------------------------------- | --------------------- | --------------------- | --------------- | ------------ | ------------------------------------------------------------ |
| We found love                                                 | 22-09-2011            | 08-10-2011            | 3               | 22           | met Calvin Harris / Nr. 3 in de Single Top 100 / Alarmschijf |
| You da one                                                    | 14-11-2011            | 03-12-2011            | 28              | 4            | Nr. 53 in de Single Top 100 / Alarmschijf                    |
| Talk that talk                                                | 12-01-2012            | 11-02-2012            | 29              | 5            | met Jay-Z / Nr. 61 in de Single Top 100 / Alarmschijf        |
| Where have you been                                           | 15-04-2012            | 05-05-2012            | 12              | 18           | Nr. 15 in de Single Top 100                                  |

| Single met hitnotering(en) in de Vlaamse Ultratop 50 | Datum van verschijnen | Datum van binnenkomst | Hoogste positie | Aantal weken | Opmerkingen              |
| ---------------------------------------------------- | --------------------- | --------------------- | --------------- | ------------ | ------------------------ |
| We found love                                        | 2011                  | 01-10-2011            | 3               | 24           | met Calvin Harris / Goud |
| You da one                                           | 2011                  | 21-01-2012            | 39              | 5            |                          |
| Talk that talk                                       | 2012                  | 17-03-2012            | tip4            | -            | met Jay-Z                |
| Where have you been                                  | 2012                  | 05-05-2012            | 9               | 22           | Goud                     |

## Hitnoteringen
| Hitnotering: 26-11-2011 t/m 17-03-2012 | Hitnotering: 26-11-2011 t/m 17-03-2012 | Hitnotering: 26-11-2011 t/m 17-03-2012 | Hitnotering: 26-11-2011 t/m 17-03-2012 | Hitnotering: 26-11-2011 t/m 17-03-2012 | Hitnotering: 26-11-2011 t/m 17-03-2012 | Hitnotering: 26-11-2011 t/m 17-03-2012 | Hitnotering: 26-11-2011 t/m 17-03-2012 | Hitnotering: 26-11-2011 t/m 17-03-2012 | Hitnotering: 26-11-2011 t/m 17-03-2012 | Hitnotering: 26-11-2011 t/m 17-03-2012 | Hitnotering: 26-11-2011 t/m 17-03-2012 | Hitnotering: 26-11-2011 t/m 17-03-2012 | Hitnotering: 26-11-2011 t/m 17-03-2012 | Hitnotering: 26-11-2011 t/m 17-03-2012 | Hitnotering: 26-11-2011 t/m 17-03-2012 | Hitnotering: 26-11-2011 t/m 17-03-2012 | Hitnotering: 26-11-2011 t/m 17-03-2012 | Hitnotering: 26-11-2011 t/m 17-03-2012 |
| Week:                                  | 1                                      | 2                                      | 3                                      | 4                                      | 5                                      | 6                                      | 7                                      | 8                                      | 9                                      | 10                                     | 11                                     | 12                                     | 13                                     | 14                                     | 15                                     | 16                                     | 17                                     |                                        |
| -------------------------------------- | -------------------------------------- | -------------------------------------- | -------------------------------------- | -------------------------------------- | -------------------------------------- | -------------------------------------- | -------------------------------------- | -------------------------------------- | -------------------------------------- | -------------------------------------- | -------------------------------------- | -------------------------------------- | -------------------------------------- | -------------------------------------- | -------------------------------------- | -------------------------------------- | -------------------------------------- | -------------------------------------- |
| Positie:                               | 6                                      | 14                                     | 25                                     | 24                                     | 24                                     | 26                                     | 23                                     | 22                                     | 30                                     | 34                                     | 43                                     | 57                                     | 56                                     | 55                                     | 67                                     | 75                                     | 78                                     | uit                                    |

| Hitnotering: 26-11-2011 t/m 24-03-2012 | Hitnotering: 26-11-2011 t/m 24-03-2012 | Hitnotering: 26-11-2011 t/m 24-03-2012 | Hitnotering: 26-11-2011 t/m 24-03-2012 | Hitnotering: 26-11-2011 t/m 24-03-2012 | Hitnotering: 26-11-2011 t/m 24-03-2012 | Hitnotering: 26-11-2011 t/m 24-03-2012 | Hitnotering: 26-11-2011 t/m 24-03-2012 | Hitnotering: 26-11-2011 t/m 24-03-2012 | Hitnotering: 26-11-2011 t/m 24-03-2012 | Hitnotering: 26-11-2011 t/m 24-03-2012 | Hitnotering: 26-11-2011 t/m 24-03-2012 | Hitnotering: 26-11-2011 t/m 24-03-2012 | Hitnotering: 26-11-2011 t/m 24-03-2012 | Hitnotering: 26-11-2011 t/m 24-03-2012 | Hitnotering: 26-11-2011 t/m 24-03-2012 | Hitnotering: 26-11-2011 t/m 24-03-2012 | Hitnotering: 26-11-2011 t/m 24-03-2012 | Hitnotering: 26-11-2011 t/m 24-03-2012 | Hitnotering: 26-11-2011 t/m 24-03-2012 |
| Week:                                  | 1                                      | 2                                      | 3                                      | 4                                      | 5                                      | 6                                      | 7                                      | 8                                      | 9                                      | 10                                     | 11                                     | 12                                     | 13                                     | 14                                     | 15                                     | 16                                     | 17                                     | 18                                     |                                        |
| -------------------------------------- | -------------------------------------- | -------------------------------------- | -------------------------------------- | -------------------------------------- | -------------------------------------- | -------------------------------------- | -------------------------------------- | -------------------------------------- | -------------------------------------- | -------------------------------------- | -------------------------------------- | -------------------------------------- | -------------------------------------- | -------------------------------------- | -------------------------------------- | -------------------------------------- | -------------------------------------- | -------------------------------------- | -------------------------------------- |
| Positie:                               | 20                                     | 3                                      | 15                                     | 21                                     | 27                                     | 23                                     | 17                                     | 16                                     | 22                                     | 23                                     | 28                                     | 34                                     | 34                                     | 54                                     | 63                                     | 58                                     | 68                                     | 53                                     | uit                                    |

## Edities
| Regio               | Datum            | Gegevensdrager | Label           | Editie          |
| ------------------- | ---------------- | -------------- | --------------- | --------------- |
| Australië           | 18 november 2011 | Cd, download   | Universal Music | Standaard, luxe |
| Duitsland           | 18 november 2011 | Cd, download   | Universal Music | Standaard, luxe |
| Ierland             | 18 november 2011 | Cd, download   | Universal Music | Standaard       |
| Polen               | 18 november 2011 | Cd, download   | Universal Music | Standaard, luxe |
| Canada              | 21 november 2011 | Cd, download   | Universal Music | Standaard, luxe |
| Frankrijk           | 21 november 2011 | Cd, download   | Def Jam         | Standaard, luxe |
| Italië              | 21 november 2011 | Cd, download   | Def Jam         | Standaard, luxe |
| Verenigd Koninkrijk | 21 november 2011 | Cd, download   | Mercury         | Standaard, luxe |
| Verenigde Staten    | 21 november 2011 | Cd, download   | Def Jam         | Standaard, luxe |
| Japan               | 23 november 2011 | Cd, download   | Universal Music | Standaard, luxe |
| India               | 23 november 2011 | Cd, download   | Universal Music | Standaard, luxe |
| Colombia            | 1 december 2011  | Cd, download   | Universal Music | Standaard, luxe |
| Indonesië           | 2 december 2011  | Cd             | Universal Music | Standaard       |